# Casa da Quinta da Calçada
A Casa da Quinta da Calçada localiza-se na freguesia de Vila e Roussas, no município de Melgaço, distrito de Viana de Castelo, em Portugal.
É um antigo solar rural minhoto construído no final do século XVII.
Encontra-se classificado como Imóvel de Interesse Público desde 1986.

## História e Características
A casa foi edificada entre o final do século XVII e inícios do seguinte, apresentando uma planta em U.
Ainda hoje se respeita a tradição local de se pintar o telhado com cal, para assim se proteger a telha dos danos da geada durante os Invernos mais rigorosos.
Nas últimas décadas do século XX o imóvel foi adaptado a Turismo de Habitação, conservando-se a estrutura original da casa. 

## Galeria

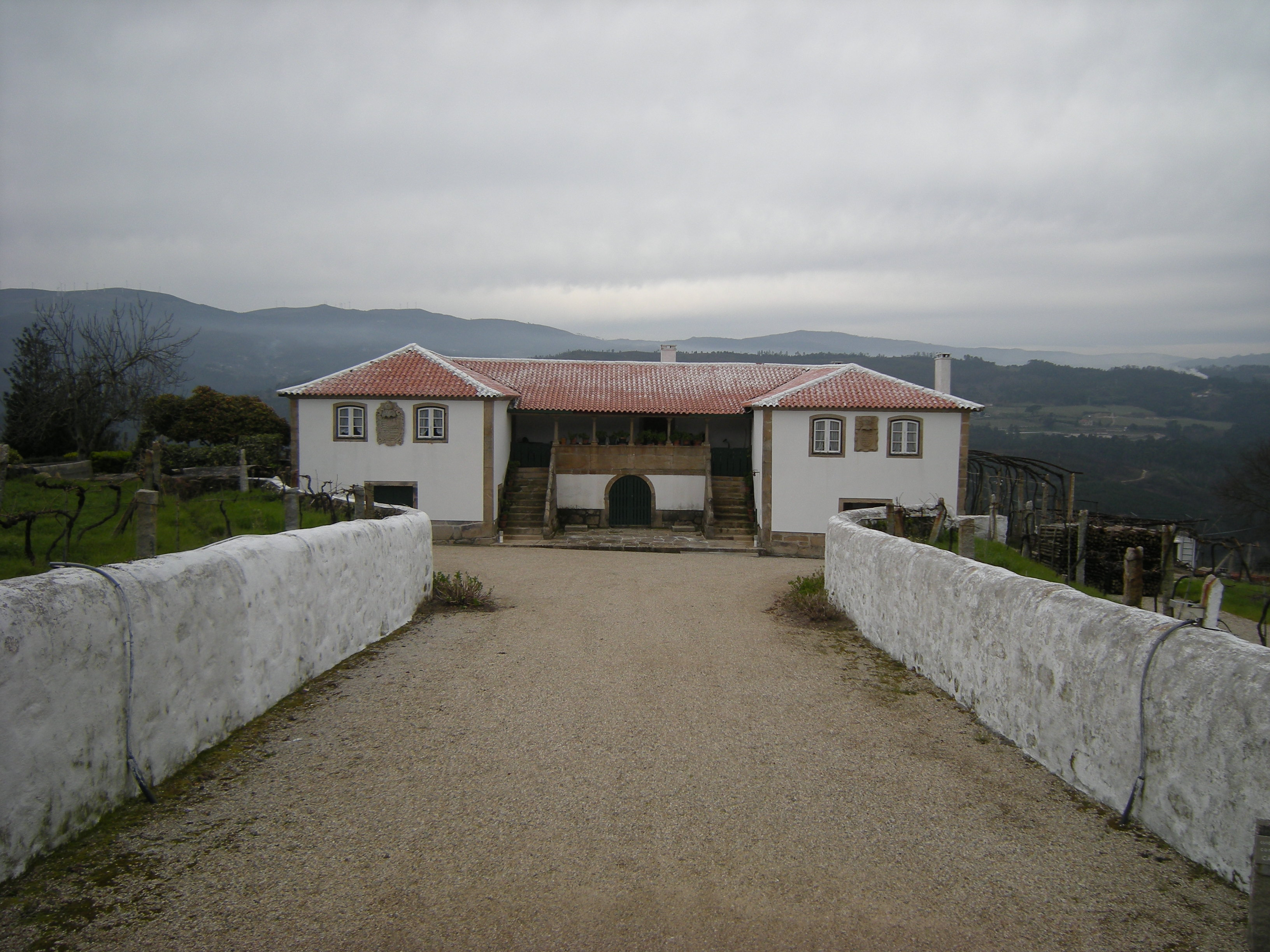
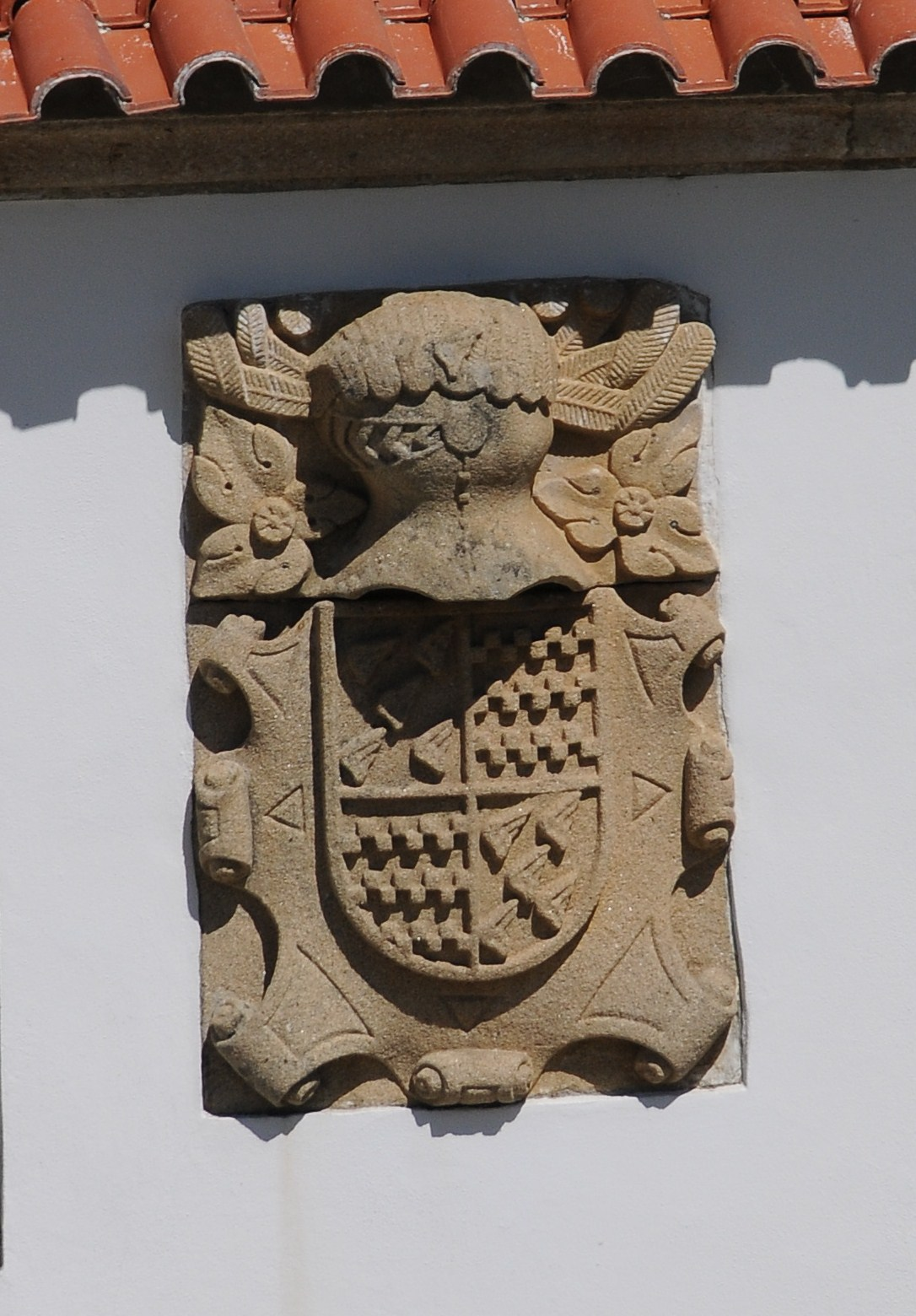
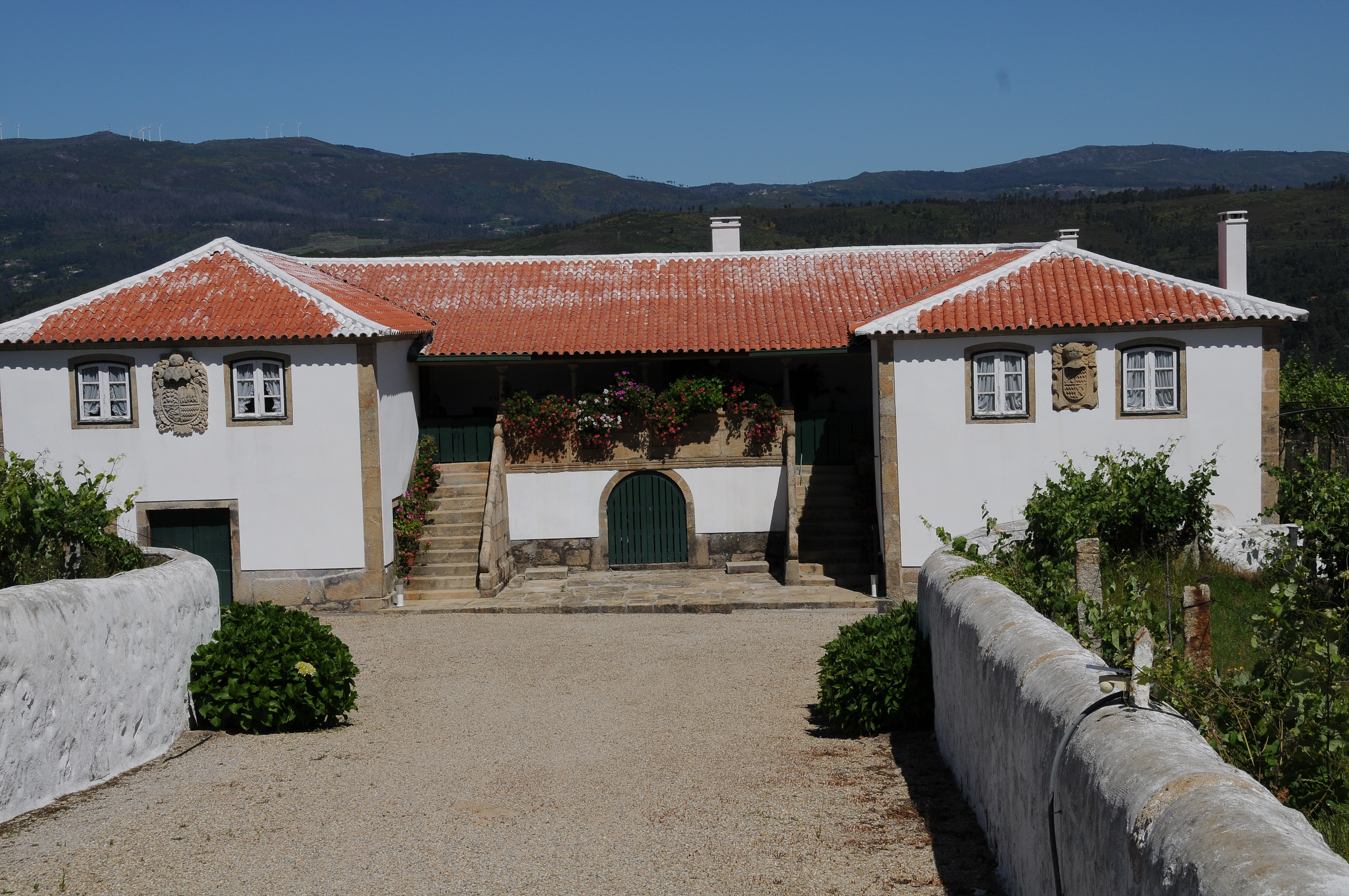